# Bucéfalo
Bucéfalo (em inglês: Bucephalus ou Bucephalas;/bjuːˈsɛfələs/; em grego clássico: Βουκεφάλας;  c. 355 a.C. — Jalalpur Sharif, junho de 326 a.C.) foi o cavalo de guerra de Alexandre, o Grande, rei da Macedônia e fundador de um dos maiores impérios da antiguidade.
Bucéfalo, que nasceu no mesmo dia que Alexandre, é representado em esculturas, pinturas e mosaicos como um grande garanhão, ornado com um peitoral exibindo a cabeça da Medusa. Viria a morrer por ferimentos e pela idade durante a campanha de Alexandre na Índia. No local de sua morte, o imperador prestou-lhe uma última homenagem, fundando a cidade de Bucéfala próxima a Taxila, no atual Paquistão.
Segundo a tradição, este cavalo indomável havia sido comprado por Filipe II da Macedônia, pai de Alexandre, mas afastado por ordens do próprio rei pois não se deixava montar. Alexandre, depois de muito implorar, teve permissão para tentar domá-lo. Alexandre notou então que o cavalo se assustava com a própria sombra e o conduziu contra o sol de forma que ele não pudesse vê-la. Desta forma conseguiu domar o cavalo, contra todas as expectativas.
Em outra tradição, citada por Diodoro Sículo, o cavalo foi um presente de Demarato de Corinto. O cavalo só permitia ao seu treinador montá-lo mas, depois que foi coberto por vestes reais, passou a permitir apenas Alexandre, e ainda se curvava para ajudar o rei.
Quando Bucéfalo ficou velho, Alexandre o poupava das atividades de menor importância: durante a revista da falange, antes da batalha, Alexandre montava outros cavalos, apenas montando Bucéfalo na hora de atacar o inimigo.